# Лоріберд

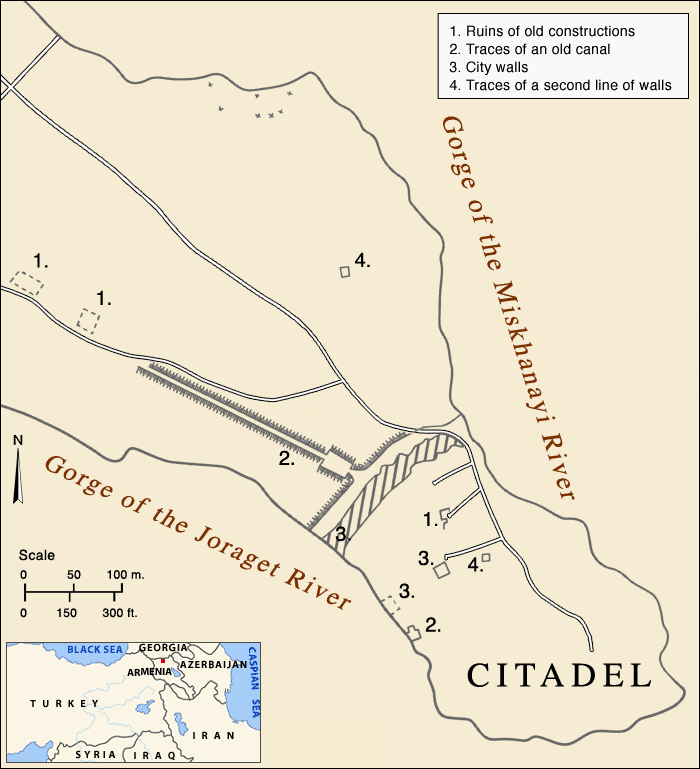
План фортеці та міста

Лоріберд (вірм. Լոռի Բերդ) — середньовічна фортеця в Лорійському марзі Вірменії, на лівому березі річки Дзорагет, за 4 км на схід від міста Степанаван. У період з X до XII століття фортеця була центром Лорійського (Ташир-Дзорагетського) царства.

## Історія
Нині збереглись лише руїни деяких споруд фортеці. Раніше Лоріберд розташовувався на території, огородженій глибокими ущелинами річок Місхан і Дзорагет. Там у X столітті було засновано фортецю, цитадель якої займала територію в 9 гектарів і захищалась потужною оборонною стіною завдовжки близько 200 метрів. Уздовж стіни розташовувався рів, наповнений водою. Брама цитаделі була встановлена у північно-східній частині фортеці.
Місто, що оточувало цитадель, охоплювало територію близько 25 гектарів. Місто також було огороджено стінами, від яких збереглись лише залишки фундаментів.
Із зовнішнім світом місто поєднувалось двома мостами, перекинутими через ущелини. Від одного з мостів залишилась частина стійок, а інший, що цілком зберігся, був відреставрований. Це легка однопролітна споруда зі стрілчастою аркою, пом'якшена при вершині невеликою дугою, плавно з’єднувало обидві основні криві.
1238 року Лоріберд узяли в облогу та захопили татаро-монголи, нещадно розграбувавши його. Потім, упродовж кількох століть фортеця кілька разів ставала здобиччю чужоземців. Містяни поступово залишали її, та вже наприкінці XVIII століття на місці раніше потужної фортеці залишилось тільки невеличке село, яке у XX столітті було перенесено на захід від стародавнього міста.
Виявлені під час розкопок на території міста побутові предмети і знаряддя дають уяву про історію та культуру середньовічного Лоріберда.

## Галерея

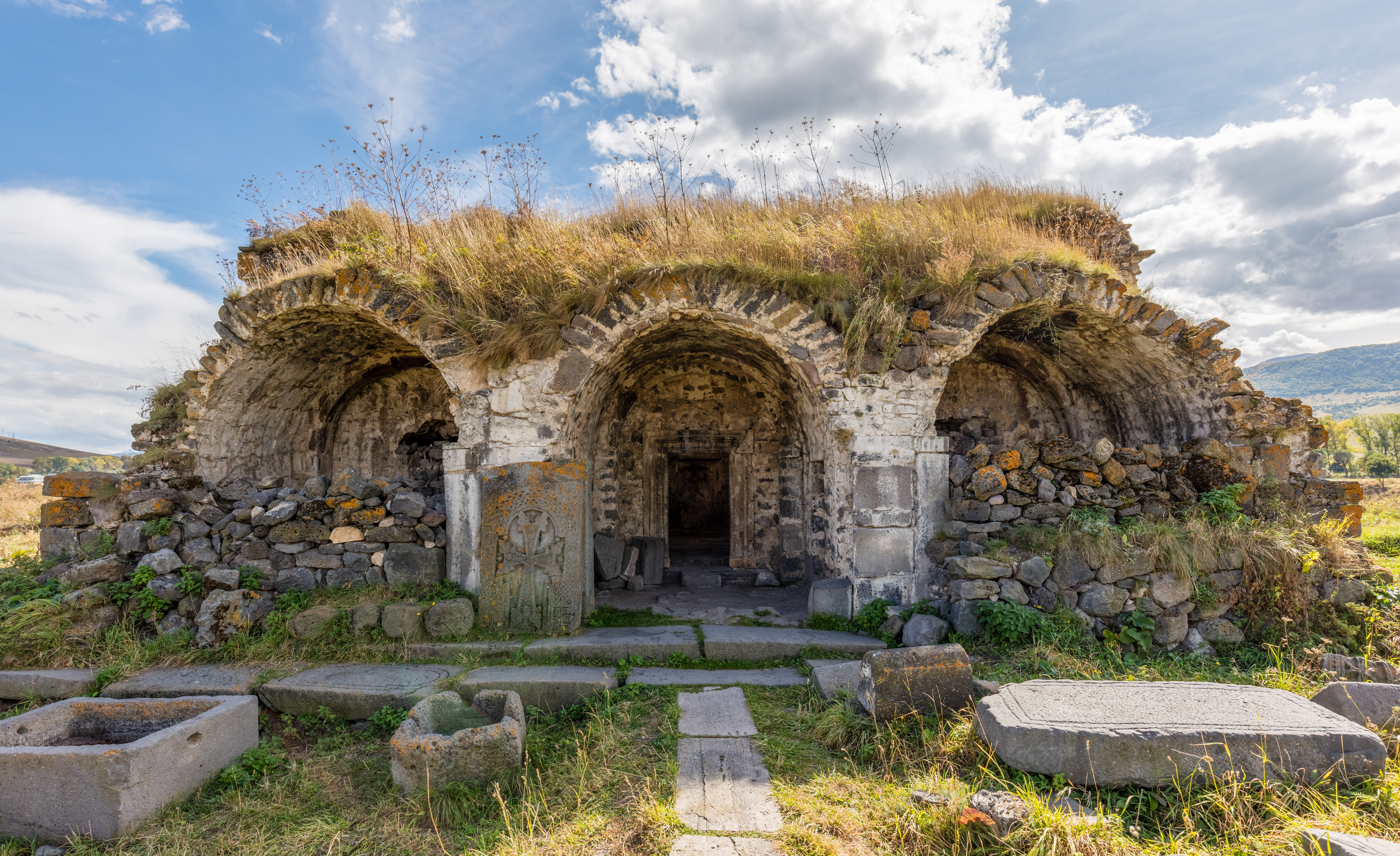
Руїни фортеці у 2016 році
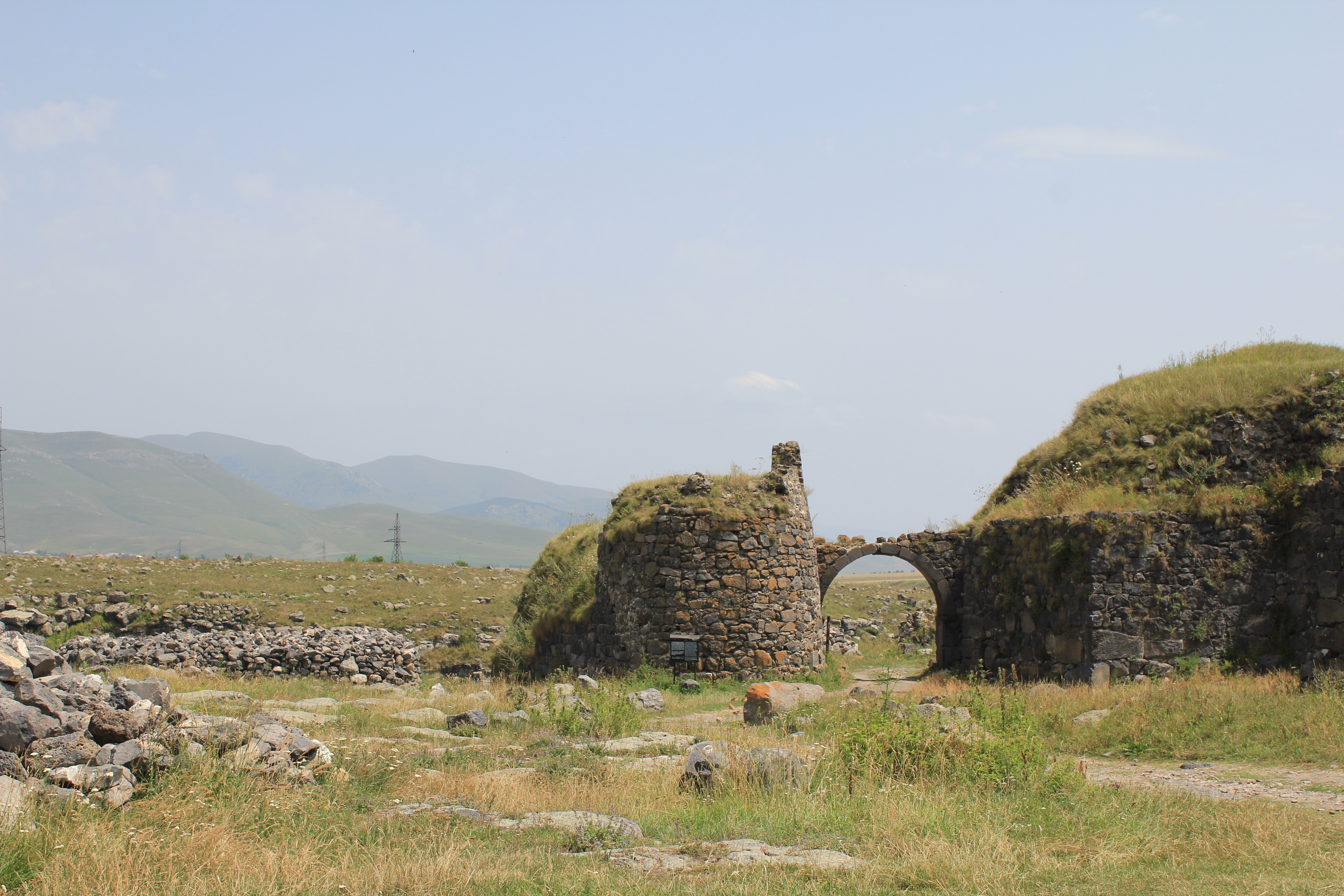
Вид на фортецю
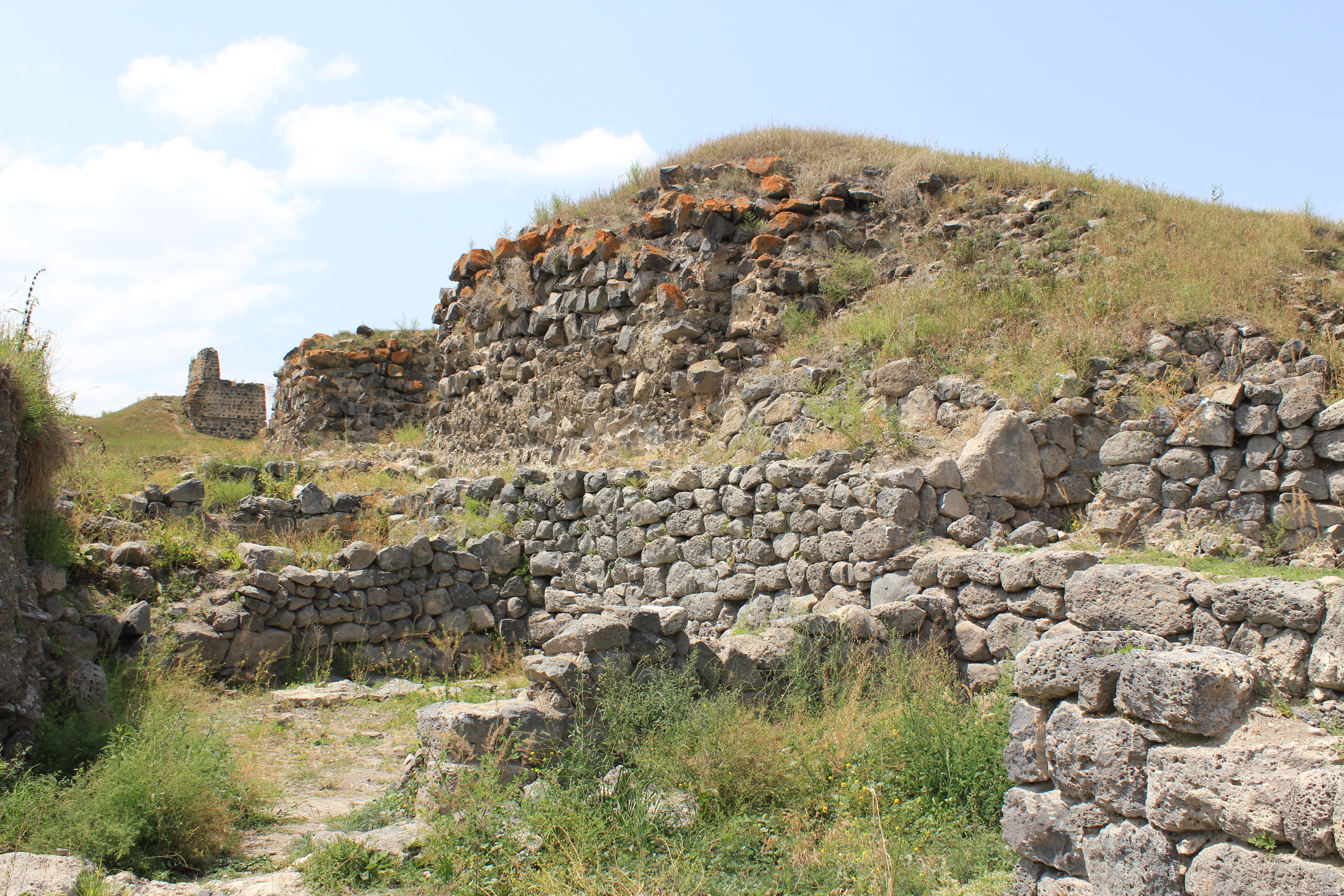
Будівлі фортеці
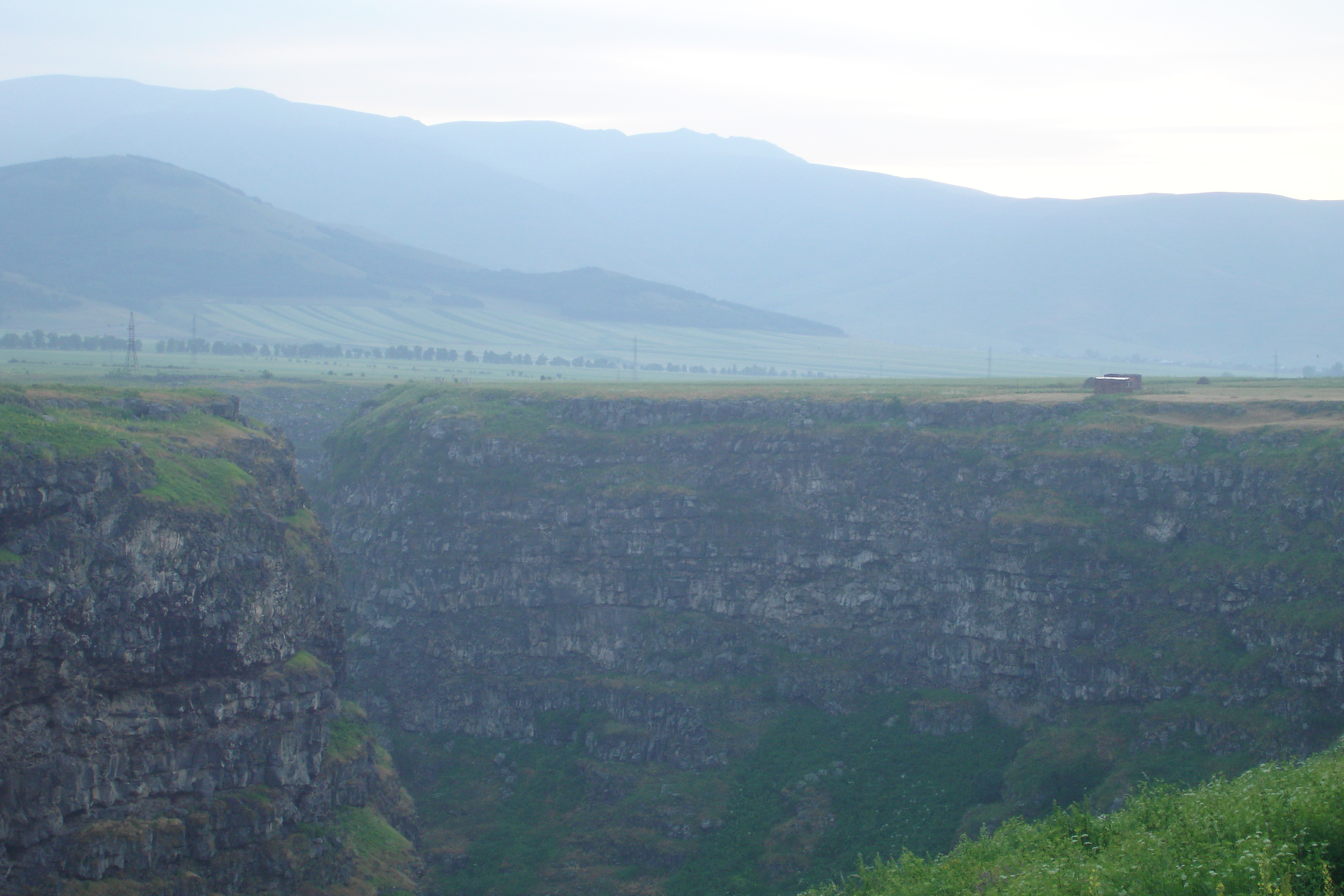
Вид на річку з фортеці